# XXYYXX
Марсель Эверетт (англ. Marcel Everett; 31 октября, 1995 года), более известный под псевдонимом XXYYXX — электронный музыкант и продюсер. Несмотря на юный возраст и экспериментальную lo-fi музыку, которую он делает в своей спальне с помощью программы FL Studio, он получил известность в пределах инди-музыки.
В 2013 году XXYYXX попал в список десяти лучших независимых электронных музыкантов (англ. Top 10 Indie-Electronica Acts) по версии журнала Vibe. Составитель этого списка назвал псевдоним Марселя таким же странным, как и его стиль исполнения.
Его музыку можно сравнить с такими исполнителями как Clams Casino, Zomby, Burial, James Blake и The Weeknd
. На его музыкальный стиль повлияли Lapalux, Star Slinger, Disclosure и Shlohmo.

## Биография
8 июля 2011 XXYYXX выпускает дебютный альбом Still Sound.
В январе 2012 года дал концерты в пяти городах Канады: Оттаве, Галифаксе, Монреале, Торонто и Ванкувере.
27 марта XXYYXX выпускает свой второй студийный альбом XXYYXX. Музыкальный клип композицию «About You» из этого альбома набрал больше 17 миллионов просмотров на YouTube.
XXYYXX сделал ремиксы на песни «Climax» Usher и «Let You Love Me» Tinashe. Последний даже вошёл в официальный микстейп Tinashe — Reverie.
В феврале 2013 года XXYYXX стал одним из хэдлайнеров фестиваля Noise Pop прошедшим в Сан-Франциско.

## Дискография

### Альбомы
- Still Sound (2011)
- XXYYXX (2012)

### Мини-альбомы, сплиты и коллаборации
- DOLOR (2012)
- Split EP (совместно с Ruddyp) (2012)[23]
- Mystify (2012)

### Микстейпы
- Orange Soda (2012)

### Синглы

#### Как основной артист
- «Angel» (2013)
- «Pay Attention» (2013)
- «Unknown» (совместно с Vanessa Elisha) (2015)
- «Red» (2015)
- «I Don't» (совместно с $K) (2017)

#### Как приглашенный артист
- Giraffage - «Even Though» feat. XXYYXX (2012)

### Ремиксы
- Tinashe – «Let You Love Me» (2012)[24]
- Ашер – «Climax» (2012)[25][26]
- Трой Сиван – «Wild» (2015)
- SALES – «toto» (XXYYXX remix)[27]